# Tornasol (álbum de Los Fuckin’ Sombreros)
Tornasol es el segundo álbum de estudio de la banda peruana Los Fuckin’ Sombreros. Fue lanzado oficialmente el 2005.
En septiembre de 2004 entran al estudio para grabar su segundo disco, Tornasol', un álbum con matices experimentales y psicodélicos.

## Lista de canciones
1. Rollin’
2. Susi Blue
3. Charlespunk
4. No me necesitas
5. Seis
6. Tornasol
7. Qué chucha blues
8. Diesel groove
9. Moogriento
10. S.r.s.
11. Vakera II
12. Estrella
13. Superficies